# Sjoerd Bax
Pour les articles homonymes, voir Bax.
Sjoerd Bax, né le 6 janvier 1995 à Gorinchem, est un coureur cycliste néerlandais.

## Biographie
En mai 2019, il s'impose en solitaire sur la deuxième étape du Rhône-Alpes Isère Tour, après plus de 80 kilomètres d'échappée,. Le 29 septembre 2022, il remporte la Coppa Agostoni dans un sprint en petit comité devant notamment Alejandro Valverde, Domenico Pozzovivo, Enric Mas et Vincenzo Nibali.

## Palmarès
- 2013
  - 3e du championnat des Pays-Bas de cross-country juniors
- 2014
  -  Champion des Pays-Bas du contre-la-montre juniors
  - 3e d'Aubel-Thimister-La Gleize
  - 10e du championnat du monde sur route juniors
- 2019
  - 2e étape du Rhône-Alpes Isère Tour
- 2021
  - Alpes Isère Tour : 
    - Classement général
    - 3e[3] et 5e étapes

  - 2e étape du Tour de la Mirabelle
  - 2e du Tour de la Mirabelle
  - 2e du championnat des Pays-Bas sur route
- 2022
  - Coppa Agostoni
  - 7e étape du Tour de Langkawi
- 2023
  - Trophée Matteotti
  - 3e du championnat des Pays-Bas du contre-la-montre
  - 10e du championnat d'Europe du contre-la-montre
- 2024
  - 3e du championnat des Pays-Bas du contre-la-montre

## Classements mondiaux
| Année                                 | 2018  | 2019 | 2020  | 2021 | 2022 | 2023 | 2024  |
| ------------------------------------- | ----- | ---- | ----- | ---- | ---- | ---- | ----- |
| Classement mondial                    | 1158e | 898e | 1911e | 336e | 254e | 272e | 1011e |
| UCI Europe Tour                       | 727e  | 653e | 1400e | 284e | 207e | nc   | nc    |
|                                       |       |      |       |      |      |      |       |
| Légende : nc = non classéSource : UCI |       |      |       |      |      |      |       |